# A-Teens
Els A*Teens eren un grup de música pop provinent d'Estocolm, Suècia, format l'any 1998, com a tribut del grup ABBA. En un principi el grup s'anomenava ABBA Teens, però fou rebatejat com a A*Teens. L'àlbum del grup tingué un èxit internacional molt important l'any 2001, que vengué sis milions de còpies a tot el món.
Després de sis anys d'èxit, el grup anuncià una pausa l'any 2004, després d'haver publicat el seu primer Greatest Hits. L'any 2006 el grup anuncià la seva fi.:

## Components

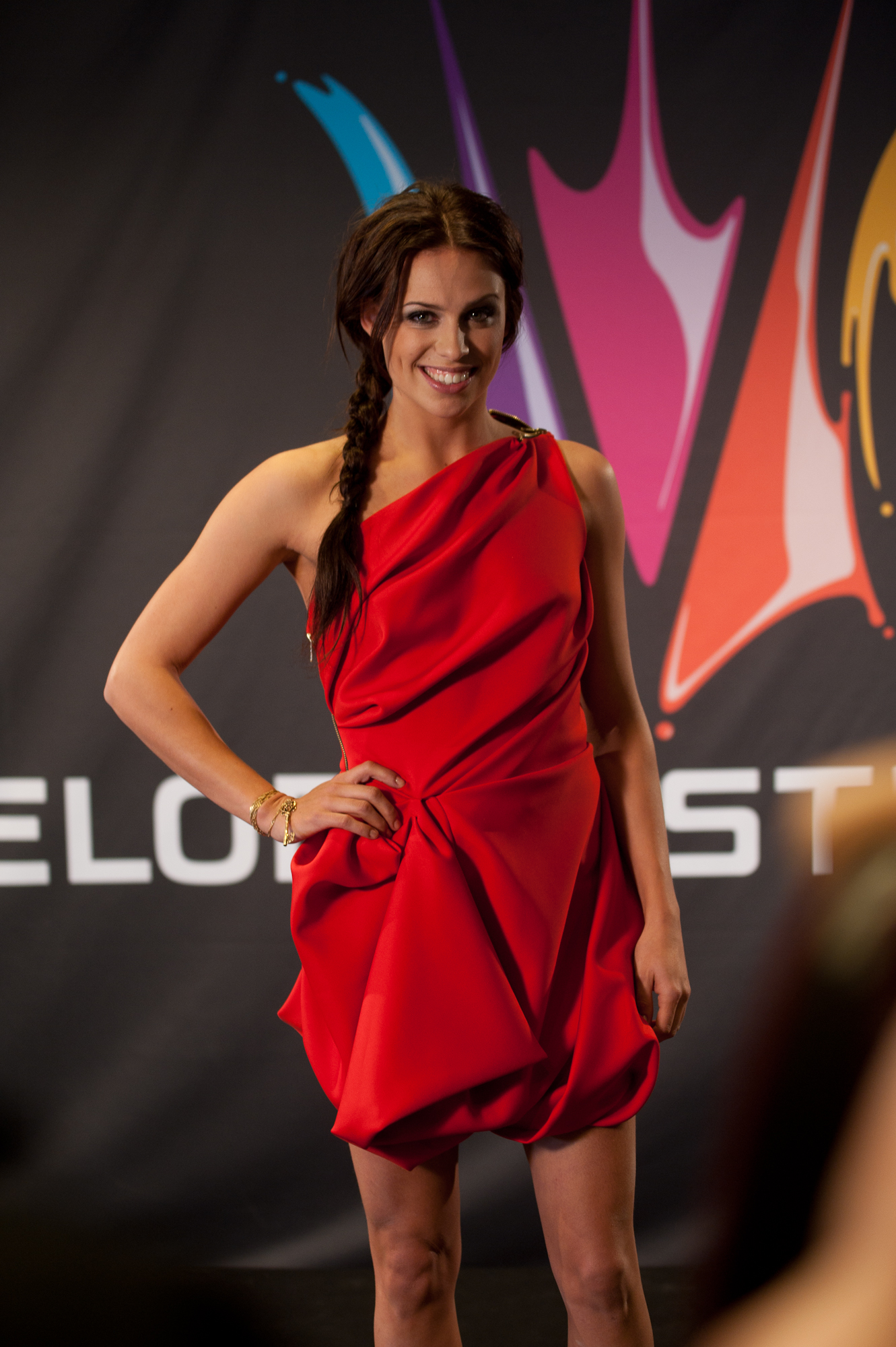
Sara Lumholdt.

- Marie Eleonor Serneholt (Estocolm, 11 de juliol del 1983)
- Amit Sebastian Paul (municipi de Boden, 29 d'octubre del 1983)
- John Dhani Lennevald (Estocolm, 24 de juliol del 1984)
- Sara Helena Lumholdt (Solna, 25 d'octubre del 1984)

## Discografia
- 1999 - The ABBA Generation
- 2001 - Teen Spirit
- 2002 - Pop 'Til You Drop!
- 2003 - New Arrival
- 2004 - Greatest Hits